# Posljednja večera (Veronese)
Posljednja večera je monumentalno manirističko ulje na platnu (jedno od najvećih u 16. stoljeću promjera 5,56 x 12,8 metara) Paola Veronesea iz 1573. godine zbog koje ga je inkvizicija optužila za nedoličan prikaz Posljednje večere, te je morao promijeniti naziv slike u Krist u Levijevoj kući. 
Na slici nema sklonosti nadrealnom, kao u slikama drugih manirista, dapače Veronese svoju geometrijski jasnu kompoziciju duguje Leonardovim i Rafaelovim slikama, dok raskoš gozbe sliči na Titianova djela. Na prvi pogled, slika djeluje kao djelo visoke renesanse, samo 50 godina kasnije naslikano. No, jedan snažan maniristički element prevladava, a to je prevaga vizualnog bogatstva, prave gozbe za oči, nad renesansnim konceptom humanističkog uzdizanja duše.
To se najbolje vidi iz nemogućnosti čitanja slike, tj. trenutka Posljednje večere koji je prikazan. Veronese je isticao kako je umjetnikov zadatak da prikaže sve iz domene vidljivog svijeta, te na ovoj slici on smatra da nema ništa važnije od njegovih osjetila.

## Povijest
God. 1573. Veronese je bio pozvan da pred Svetim sudom inkvizicije pojasni svoju sliku Posljednja večera koju je naslikao u raskošnom kasnorenesansnom stilu za dominikanski samostan sv. Giovanni Paola, gdje je trebala zamijeniti ranije Titianovo djelo koje je nestalo u požaru 1571. god. Transkript s tog suđenja je sačuvan i pokazuje kako su inkvizitori spočitavali Veroneseu njegov realizam:
Inkvizicija se nije dojmila ovim odgovorom. Veroneseu je presuđeno da mora u tri mjeseca promijeniti sliku, na što je on jednostavno promijenio naslov slike u Krist u Levijevoj kući. Iako je i ova tema bila iz Evanđelja, bila je manje doktrinološki stroga jer se u njoj izričito spominje prisutnost „griješnika”
Zbog izostanka duhovne dimenzije slike i autorove nebrige za njen smisao, slika je dugo, sve do 19. stoljeća, bila zanemarivana. Danas se slika nalazi u Galeriji Akademije u Veneciji.